# Le Soir
Le Soir é um jornal diário belga escrito em francês. Foi fundado em 1887 por Emile Rossel. É o jornal francófono mais popular da Bélgica, e é considerado progressista, independente e politicamente federalista.